# Amante
Amante war eine US-amerikanische Automarke.

## Markengeschichte
Hebina Plastics aus Santa Clara in Kalifornien stellte ab 1969 Automobile und Kit Cars her. Der Markenname lautete Amante, evtl. mit dem Zusatz GT. 1970 änderte sich die Firmierung in Voegele Industries. Zu dieser Firma ist das Gründungsdatum 21. Mai 1969 und der Ort Campbell überliefert.
Performance Designers aus Daytona Beach in Florida übernahm 1971 das Projekt. Dieses Unternehmen wurde am 14. Juli 1970 in Holly Hill gegründet.
Letzter Hersteller war ab 1973 Amante Cars aus Chamblee in Georgia. 1975 endete die Produktion.
Nirico aus Brasilien war Lizenznehmer.

## Fahrzeuge
Im Angebot stand nur ein Modell. Die Basis bildete ein Fahrgestell vom VW Typ 3 und nicht wie üblich vom VW Käfer, denn Scheibenbremsen und der Motor mit Saugrohreinspritzung waren nützliche Details. Die Karosserie des Coupés bestand aus Fiberglas.
Ab 1970 war auch ein Rohrrahmen lieferbar. Er war für die Aufnahme des Sechszylinder-Boxermotors vom Chevrolet Corvair sowie für V8-Motoren ausgelegt, die in Fahrzeugmitte hinter den Sitzen montiert waren.